# 박기열
박기열(1961년 8월 12일 ~ )은 대한민국의 서울특별시의회 의원이다.

## 경력
- 국회의원 박실 비서관
- 국회사무총장 비서실장
- 새천년민주당 서울시당 조직국장
- 국회의원 이계안 보좌관
- 2010년 7월 1일 ~ 2014년 6월 30일 : 제8대 서울특별시의회 의원
- 2010년 8월 1일 ~ 2012년 6월 30일 : 제8대 서울특별시의회 서울의회편집위원회 위원장
- 2012년 7월 1일 ~ 2014년 6월 30일 : 제8대 서울특별시의회 교통위원회 부위원장
- 2013년 9월 1일 ~ 2014년 6월 30일 : 제8대 서울특별시의회 윤리특별위원회 부위원장
- 2014년 7월 1일 ~ 2018년 6월 30일 : 제9대 서울특별시의회 의원
- 2014년 7월 1일 ~ 2016년 6월 30일 : 제9대 서울특별시의회 교통위원회 위원장
- 2018년 7월 1일 ~ 2022년 6월 30일 : 제10대 서울특별시의회 의원
- 2018년 7월 1일 ~ 2022년 6월 30일:  제10대 서울특별시의회 도시안전건설위원회 위원
- 2018년 7월 1일 ~ 2020년 6월 30일 : 제10대 서울특별시의회 전반기 부의장

## 수상
- 2016년 5월 대한민국 유권자 대상
- 2016년 5월 대한민국 위민의정대상
- 2016년 12월 제8회 대한민국 사회봉사대상 지방자치의정대상
- 2017년 11월 제7회 대한민국 교육공헌대상
- 2017년 12월 제5회 우수의정대상
- 2018년 10월 TV서울 개국 5주년 기념식 광역의원 의정대상
- 2018년 10월 도전한국인상
- 2018년 12월 서울기자연합회 지방자치 의정대상

## 역대 선거 결과
|  | 29.66% |

|  | 58.65% |

|  | 58.26% |

|  | 69.61% |